# Геология Молдовы
Геология Молдавии — геологическое строение территории Молдавии.

## Геологическое строение
Территория Молдавии — платформенная область, северную и центральную части которой занимает добайкальская Молдавская плита Восточно-Европейской платформы, а южную часть — эпигерцинско-киммерийская Скифская плита. В зоне их сочленения расположен Преддобруджанский юрский прогиб (впадина).

### Общая характеристика
В юго-восточной части Молдовы, Причерноморской впадине — преобладают горные породы мела-палеогена. Молдавская плита отделена от Украинского массива зоной Днестровских разломов. Кристаллический фундамент заключен архейскими (аист-днестровская серия) и нижнепротерозойскими (аиста серия и подольский комплекс) магматическими и метаморфическими породами. На севере, в долине Днестра, фундамент выходит на поверхность, а в Преддобруджанском прогибе погружается на глубину 5-8 км. После образования Молдавской плиты трансгрессии и регрессии моря охватывали или почти всю территорию платформы, или её отдельные участки. В основе осадочного чехла, залегают древние терригенно-эффузивные породы волынской серии верх. рифею (абс. возраст 1020—900 млн лет).

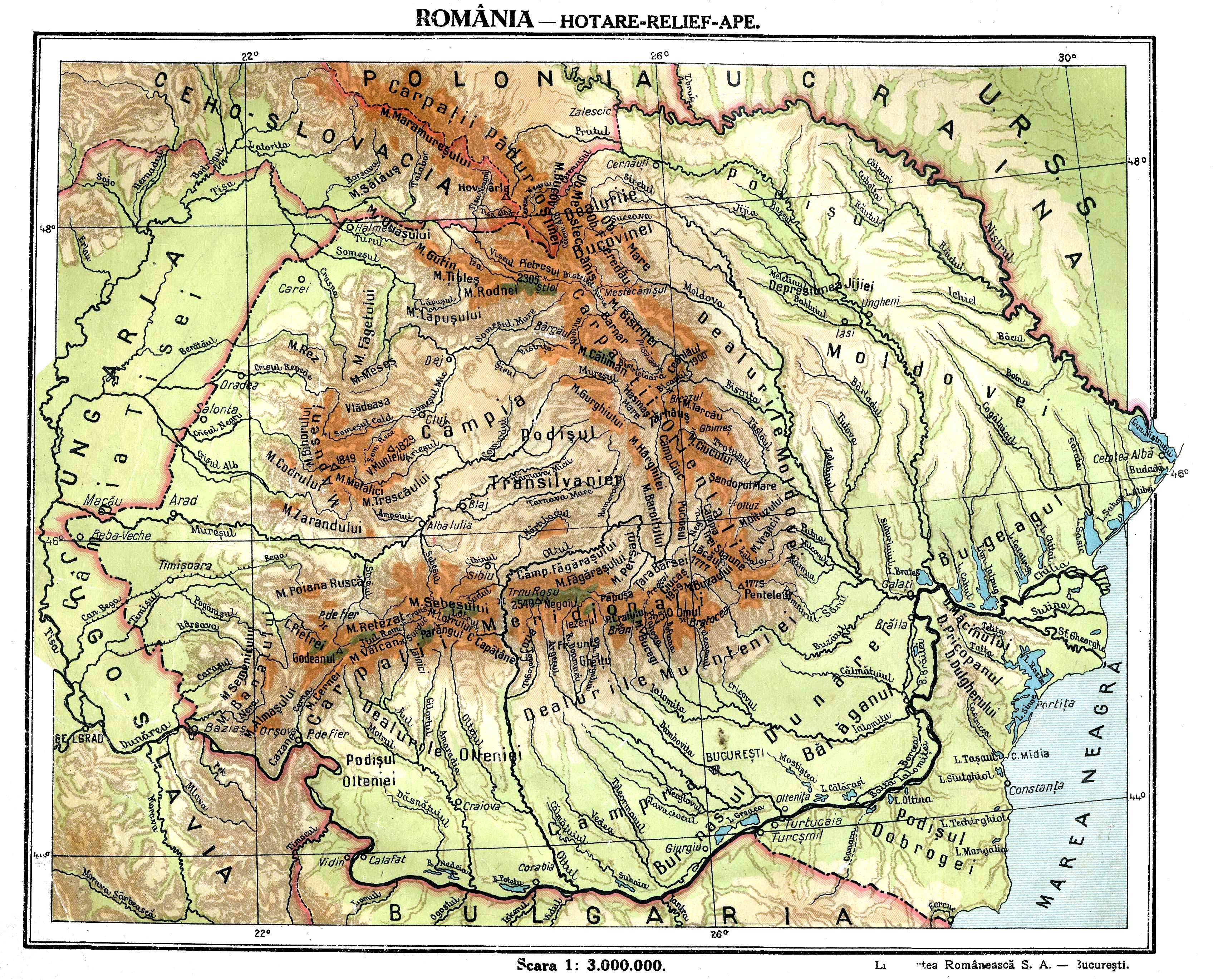
Физическая карта Молдавской возвышенности.

Наименее распространены на Молдавской плите отложения кембрия, юры и отсутствуют отложения карбона, перми и триаса. Фундамент Скифской плиты составлен дислоцированными метаморфическими породами девона, карбона и перми, прорванными интрузиями основных и кислых магматических пород и их жильными деривативами. Глубина залегания фундамента 400—700 м. Осадочный чехол плиты составлен отложениями юры, палеогена и неогена. Преддобруджанская впадина представляет собой узкую грабеноподобную структуру северо-западного простирания, наложенную на переработанные породы байкальского, каледонского и герцинского комплексов с густой сетью разломов и поднятий, которые создают серию ступенек на её крыльях и в осевой зоне. Впадина составлена вендским комплексом терригенных пород, терригенно-хемогенными отложениями силура, девона, карбона и перми и хемогенно-терригенными породами юры. Эти образования несогласованно перекрыты палеогеновыми и неогеновыми отложениями.
В Причерноморской впадине, отложения неогена распространены в пределах всех структур и представлены терригенно-карбонатными образованиями. На северо-западе и на востоке Молдавии субмеридионально тянутся две полосы неогеновых рифов. Основная часть не рудных полезных ископаемых и других минералов, приуроченная к неогеновых и четвертичных отложений.

### Особенности рельефа
| Название                                 | Преобладающие высоты, м | Абсолютные высоты, м | Расположение в Молдавии |
| ---------------------------------------- | ----------------------- | -------------------- | ----------------------- |
| Молдавское плато                         | 240                     | 320                  | север                   |
| Северо-Молдавская равнина                | 200                     | 250                  | север                   |
| Чулукская возвышенность                  | 250                     | 388                  | центр                   |
| Приднестровская возвышенность            | 250                     | 347                  | восток                  |
| Центральномолдавская возвышенность       | 300                     | 429                  | центр                   |
| Южно-Молдавская возвышенность            | 150—200                 | 250                  | юг                      |
| Тигечская возвышенность                  | 200                     | 301                  | юго-запад               |
| Отроги Подольской возвышенности (Толтры) | 180                     | 275                  | северо-восток           |
| Нижнедунайская равнина                   | 100                     | 170                  | юго-восток              |

## Природные заповедники

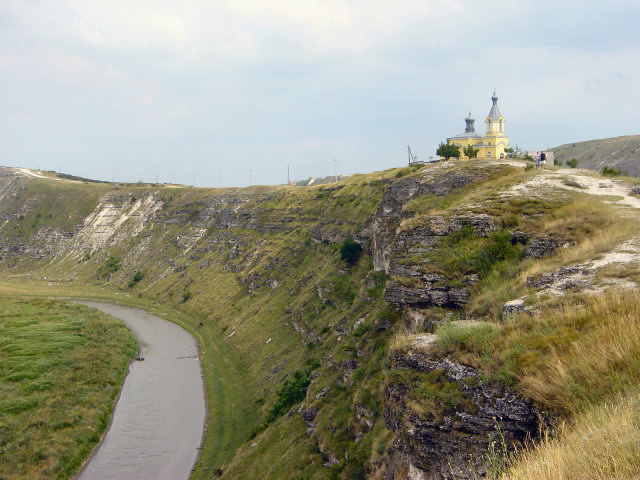
Долина Реута. Старый Орхей.

- Ущелье Дуруитоаря — Вблизи села Костешть, к востоку протекает бурная речушка Дуруитоаря, приток р. Чухур, которая прорезала глубокое ущелье в толтрах
- Гроты из Брынзен — В северной части страны есть небольшая речка Раковэц, которая имеет просто невероятное природное богатство — огромную скалу, усеянную гротами. Гроты из Брынзен со всех сторон окружены рифами, некоторые из них достигают в высоту 210 метров.
- Большая Скала Глодень — От правого берега Каменки и до самой реки Прут раскинулось одно из самых живописных мест Молдовы[1].
- Старый Орхей — На северо-востоке от Кишинёва, можно увидеть величественные скалы, мыс Пештере реки Реут.
- Обрывистый берег Днестра — Село Наславча расположено рядом с Днестром, район Окницы, на границе с Украиной. Именно тут можно увидеть тортонские и сарматские валуны известняка, поросшие травой, кустарником и карликовыми деревцами.
- Ландшафтный заповедник «Сахарна» — Одно из самых живописных природных пейзажей бассейна Днестра. Площадь включает богатый комплекс с несравненными водопадами, реками и удивительными порогами.